# یونکرس ئی‌اف ۱۳۲
یونکرس ئی‌اف ۱۳۲ (به انگلیسی: Junkers EF 132) یک هواگرد ساختِ کارخانهٔ یونکرس در کشور آلمان است.